# История почты и почтовых и гербовых марок Саравака
Саравак выпускал марки, которые использовались как для почтовых, так и для фискальных целей, с 1869 года по 1949 год в периоды королевства Саравака, японской оккупации, британской военной администрации и коронной колонии Саравак.

## История

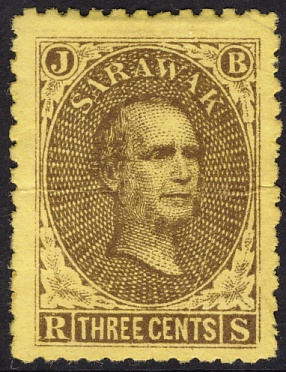
Первая марка в Сараваке была выпущена в 1869 году с портретом Джеймса Брука и номиналом три цента

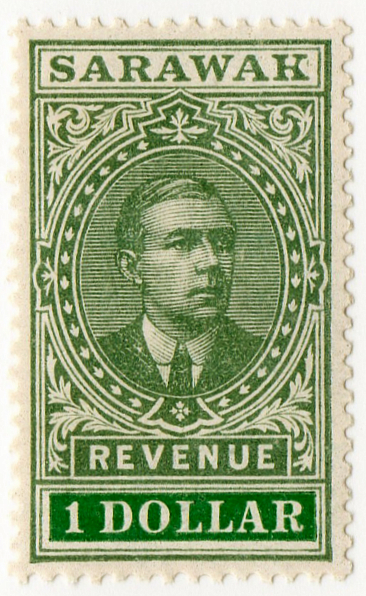
Гербовая марка номиналом 1 доллар, выпущенная в 1918 году, с портретом Чарльза Вайнера Брука

Правительство Брука впервые издало почтовые правила 1 марта 1869 года, после смерти Джеймса Брука. В этих правилах указывалось, что на все письма весом менее половины унции должна наклеиваться одна марка, за каждые дополнительные пол-унции до четырёх унций должна наклеиваться дополнительная марка, и одна марка должна наклеиваться на все квитанции и оплаченные счета, все юридические купчие, все юридические договоры, все коносаменты и расписки помощника капитана.
Вместе с почтовыми правилами 1 марта 1869 года была выпущена первая марка Саравака номиналом три цента с портретом Джеймса Брука. Марка предназначалась не только для уплаты почтового сбора за пересылку внутренних почтовых отправлений Саравака, но также имела право франкирования почтовых отправлений в Сингапур, где к ней доклеивалась ещё одна почтовая марка Стрейтс-Сетлментса для оплаты доставки почтовых отправлений до места назначения. Эта марка также предназначалась для взимания гербового сбора. Марка была изготовлена Чарльзом Уайтингом в Лондоне литографским способом. В верхнем левом и правом углах стоят литеры «J» и «B», а в нижнем левом и правом углах расположены литеры «R» и «S» соответственно, которые означают англ. «James Brooke, Rajah of Sarawak» («Джеймс Брук, раджа Саравака»).
Ещё одна марка была выпущена в 1875 году. Это была марка с надписью англ. «Sarawak Receipt Stamp» («Марка Саравака для квитанций») номиналом 3 цента чёрного цвета с изображением Чарльза Брука, а десять лет спустя, в 1885 году, она была перевыпущена в красном цвете. Первый выпуск чёрного цвета встречается реже, чем марка красного цвета, но ни одна из них не является особо раритетной.
Около 1887 года на различных почтовых марках была сделана надпечатка крупной литеры «R», указывающая на то, что они предназначены только для фискального обращения. Для подтверждения на некоторых марках в дополнение к первоначальной надпечатке также была сделана надпечатка англ. «REVENUE ONLY» («Только гербовая»). Все выпуски с надпечаткой были изъяты из обращения 30 июня 1900 года, за день до выпуска марки с новым вертикальным рисунком, опять же с изображением Чарльза Брука. Эти марки оставались в обращении до смерти раджи, и в 1918 году эта серия была перевыпущена с портретом нового монарха, его сына Чарльза Вайнера Брука. На некоторых марках этой серии в 1934 году были сделаны провизорные надпечатки новых номиналов. Также серии 1900 и 1918 годов известны с надпечаткой англ. «CUSTOMS» («Таможенный сбор») по диагонали.
В декабре 1941 года японские войска захватили Саравак. Первоначально на гербовых марках 1918 года выпуска резиновым штампом делались надписи на японском языке, но их быстро заменили почтовыми марками с надпечатками различных японских иероглифов. Они использовались до освобождения Саравака австралийскими войсками в 1945 году.
После войны в фискальных целях использовались почтовые марки.
В 1963 году Саравак присоединился к Федерации Малайи и Северного Борнео с образованием Малайзии. С тех пор в Сараваке в обращении находятся малайзийские фискальные марки.